# Загорены
Загорены (рум. Zahoreni) — село в Оргеевском районе Молдавии. Относится к сёлам, не образующим коммуну.

## География
Село расположено на высоте 112 метров над уровнем моря.
На окраине села установлена антенна оператора мобильной связи Orange.

## Население
По данным переписи населения 2004 года, в селе Захорень проживает 1359 человек (695 мужчин, 664 женщины).
Этнический состав села:
| Национальность | Число жителей | Процентный состав |
| -------------- | ------------- | ----------------- |
| молдаване      | 1332          | 98.01             |
| румыны         | 17            | 1.25              |
| украинцы       | 8             | 0.59              |
| русские        | 2             | 0.15              |
| Всего          | 1359          | 100%              |

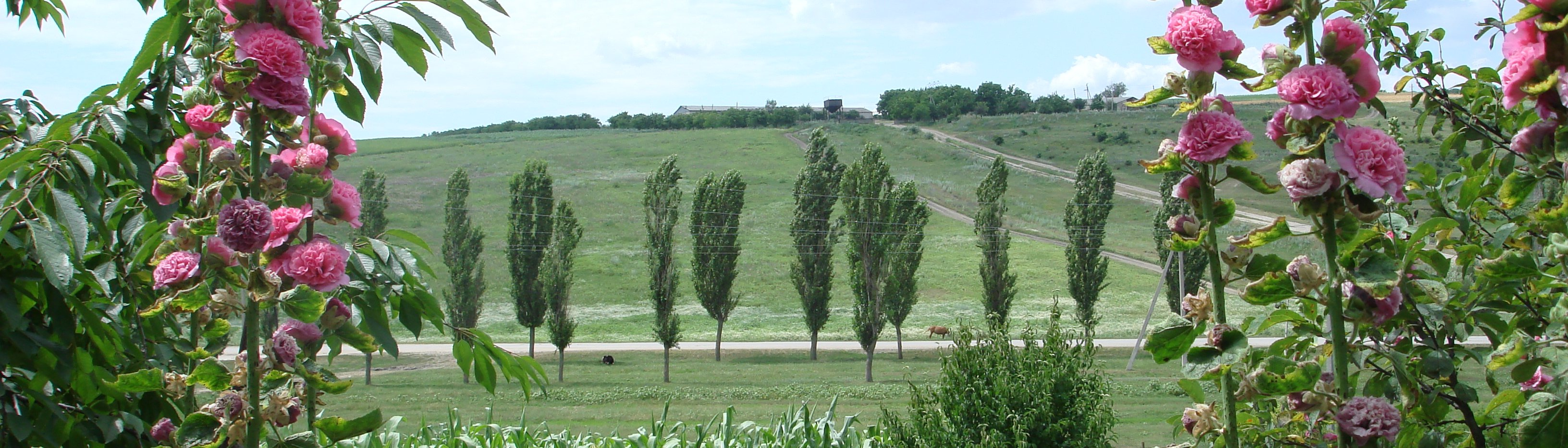
Пейзаж возле Загорен
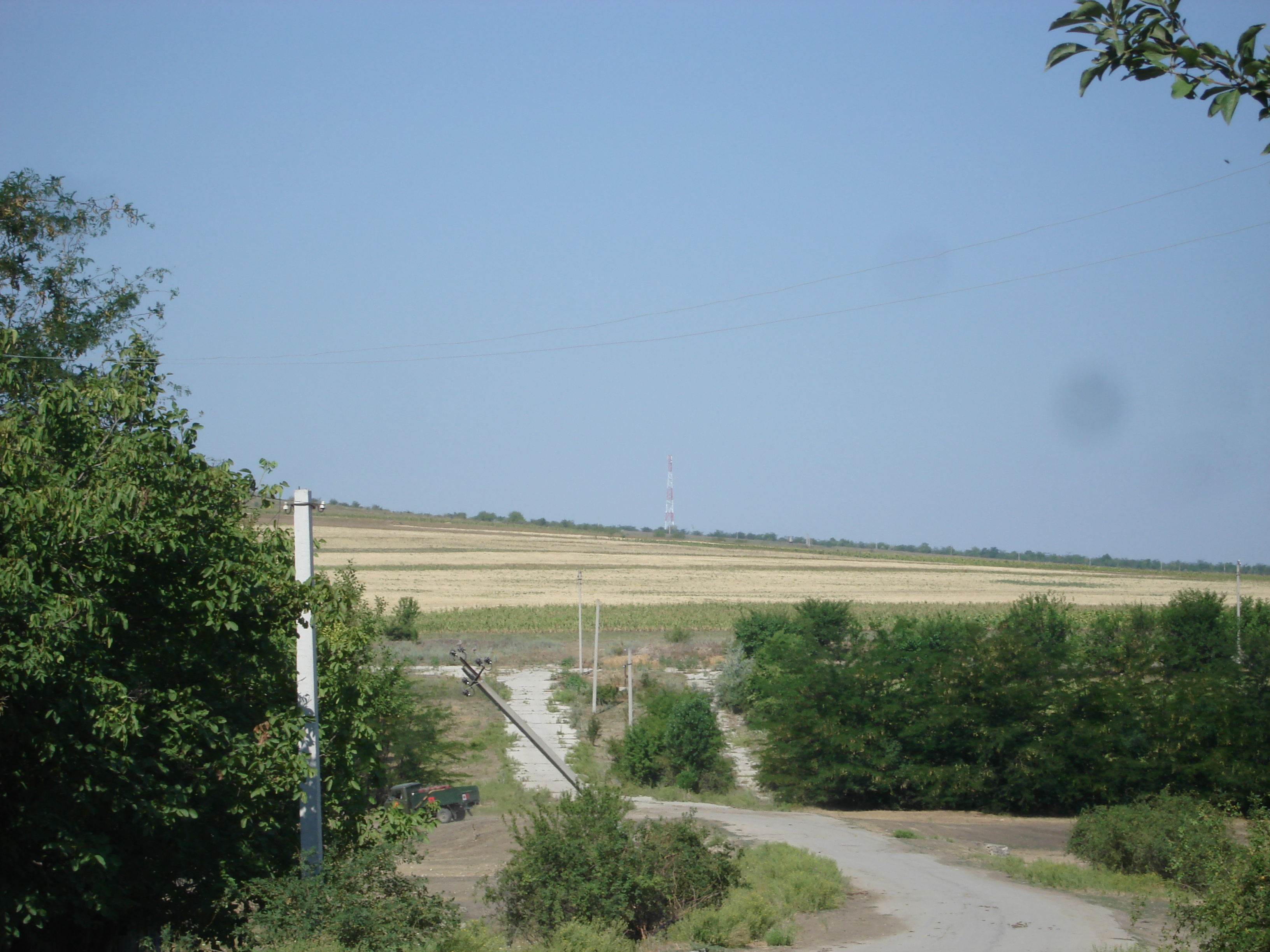
Вдалеке антенна Orange. Вид с окраины села